# Здание Петербургского международного коммерческого банка (Москва)
Здание Петербургского международного коммерческого банка — здание в Москве, внутри Садового и Бульварного колец, по адресу улица Ильинка, дом № 9, стр. 1, построенное в 1911 году.

## История
- Улица Ильинка, дом № 9, стр. 1 — Здание Петербургского международного коммерческого банка (1910—1911, архитектор А. Э. Эрихсон)[1]. Здание представляет собой интересный пример московского неоклассицизма, в котором отразилось зарождение новых тенденций в архитектуре XX века — конструктивизма и функционализма[2].

## Архитектура
В здании 5 этажей. Два здания (с зданием Азовско-Донского коммерческого банка), соединенные между собой боковыми фасадами, визуально формируют собой единый комплекс. 
Здание банка построено в духе петербургской неоклассики, отличавшейся строгими пропорциями и приверженностью к серому граниту, которым облицован цокольный этаж. Архитектурное членение плоскими пилястрами объединяет второй-третий и четвертый-пятый этажи.

## Использование
- Петербургский международный коммерческий банк;
- Наркомат финансов СССР;
- ныне — Министерство финансов РФ.

## Исторические фотографии
- Здание Петербургского международного коммерческого банка (ныне Министерство финансов РФ)
- Ильинка. Фотография 1928 г. Вид от Хрустального переулка. Справа — Гостиный двор, за ним Биржа. Слева — здание Новгородского подворья, за ним Троицкое подворье, далее бывший Петербургский банк (Наркомат финансов СССР), вдали видна башенка здания бывшего Северного страхового общества (в тот момент комплекс ЦК ВПК(б)